# Turbo, Colombia
Turbo là một khu tự quản thuộc tỉnh Antioquia, Colombia. Thủ phủ của khu tự quản Turbo đóng tại Turbo Khu tự quản Turbo có diện tích 3055 ki lô mét vuông. Đến thời điểm ngày 28 tháng 5 năm 2005, khu tự quản Turbo có dân số 78529 người.